# Andelfingen
Andelfingen é uma comuna da Suíça, situada no distrito de Andelfingen, no cantão de Zurique. Tem 6,74 km² de área e sua população em 2018 foi estimada em 2.215 habitantes.